# Pierre Lemonnier (ethnologue)
Pour les articles homonymes, voir Pierre Lemonnier et Lemonnier.
Pierre Lemonnier, né le 11 mars 1948 , est un ethnologue et anthropologue français. Il est directeur de recherche émérite au Centre national de recherche scientifique (CNRS).

## Biographie
Membre fondateur de l’équipe « Techniques et culture » qu'il quitte en 1993, il a été directeur de l'équipe de recherche « Identité et transformations des sociétés océaniennes » (Paris). Il est membre du Centre de recherche et de documentation sur l'Océanie (CNRS-EHESS-Université de Provence, Marseille).
Avec l'appui de Maurice Godelier, il a mené des enquêtes d'anthropologie comparée en Papouasie (Nouvelle-Guinée) en 1978. Spécialiste d'ethnologie et d'anthropologie des techniques, il a travaillé notamment avec Bruno Latour (L'intelligence des techniques, 1993). Ses travaux actuels portent également sur les initiations masculines et les rites de mort.

## Publications
- Les Salines de l'Ouest, Paris, Maison des sciences de l'Homme, 1980.
- Paludiers de Guérande, Paris, Institut d’ethnologie, 1984.
- Guerres et festins. Paix, échanges et compétition dans les Hautes Terres de Nouvelle-Guinée, Éditions de la Maison des sciences de l'homme, 1990.
- (en) Elements for an Anthropology of Technology, Ann Arbor : Museum of Anthropology, 1992.
- Bruno Latour et Pierre Lemonnier, De la préhistoire aux missiles balistiques. L'intelligence sociale des techniques, Paris, La Découverte, 1993
- (en) Technological Choices. Transformation in Material Cultures since the Neolithic, Routledge, 1993 ; rééd. 2001.
- avec Philippe Descola et Jacques Hamel, La production du social. Autour de Maurice Godelier, Paris, Fayard, 1996.
- (Article) La chasse à l’authentique. Histoire d’un âge de pierre hors contexte, Terrain, 33, p. 93-110, 1999.
- Le sabbat des lucioles. Sorcellerie, chamanisme et imaginaire cannibale en Nouvelle-Guinée, Paris, Stock, 2006, compte rendu en ligne.
- Avec Pascale Bonnemère, Les tambours de l’oubli. La vie ordinaire et cérémonielle d’un peuple forestier de Papouasie Nouvelle-Guinée, Paris, Au vent des îles, 2008.
- (Article) Mythes et rites chez les Anga, p. 209-220, Journal de la Société des océanistes, 2010, no 130-131, en ligne.
- Pierre Lemmonier, « De l’immatériel dans le matériel… et réciproquement ! Techniques et communication non verbale », Journal de la Société des océanistes, nos 136-137,‎ 2013, p. 15-26 (lire en ligne).
- « La fabrique des pères », Rencontre avec Pierre Lemonnier, Mental, Revue international de psychanalyse, novembre 2023, n° 48.